# Amaranta Kun
Amaranta Asiri Kun Radovic (Lima, 10 de diciembre de 1993) es una actriz peruana, que ha desarrollado su carrera artística en Francia así como en su país natal.

## Biografía
Kun es la nieta del actor y productor peruano Vlado Radovich. Estudió en el Colegio Franco Peruano (Lycée Franco-Péruvien) donde mostró vocación por las artes escénicas desde los cinco años, actuando y dirigiendo obras de teatro escolares, grupos de improvisación, cursos y talleres de teatro, ballet y danza contemporánea. A los 12 años debuta como actriz con la película La prueba de la directora peruana Judith Vélez, en el personaje de Miranda en su etapa de niñez.
Pero fue en el año 2014 cuando asume su primer papel protagónico en la miniserie peruana Camino al triunfo, basado sobre la vida del Campeón Latinoamericano de Boxeo Ligero peruano Jonathan Maicelo. Después de terminar la producción mencionada, se mudó a Lyon para estudiar actuación en la ENSATT bajo la dirección de Philippe Delaigue. En 2016 pasó una audición para ser parte de la Comédie Française como actriz académica donde actuó en distintas obras asi como en el estreno mundial de Pathé Live.
Actualmente reside en Perú, donde participa en varios proyectos teatrales, de cine y televisión. En 2021, se convirtió en miembro fundadora de A Mí No Me La Hacen, la primera asociación de alfabetización mediática del Perú, brindando talleres en escuelas, universidades e institutos de todo su país. En 2021, esta asociación ganó un premio en los Global MIL Awards de la UNESCO. Además, fue protagonista de la obra de teatro Salomé con el personaje homónimo en el año 2023, bajo la dirección de Jean Pierre Gamarra y estrenada en el Teatro Británico.
En el 2025 fue nominada a los Premios Luces de El Comercio edición especial de 20 años por su actuación en la obra de teatro "Una Vida" dirigida por Laurent Gutmann.

## Filmografía

### Películas
| Año  | Título              | Rol             | Notas |
| ---- | ------------------- | --------------- | --- |
| 2006 | La prueba           | Miranda (Niña)  | «Mejor guión y película» (Festival de Cine Schermi D'Amore Verona 2007). «Mejor ópera prima» (Festival Internacional de Cine de Santa Cruz 2007). |
| 2024 | Chabuca             | Magda Molina    | Película sobre la vida de Ernesto Pimentel. |
| 2024 | Mistura             | Juliette Sezane | Película protagonizada por Bárbara Mori y Christian Meier.                                                                                        |
| 2025 | I Love Peru         | Como sí misma   | Película dirigida por Raphaël Quenard y Hugo David estrenada en el Festival de Cannes 2025.                                                       |
| 2025 | Lady Nazca          | Claude          | Película dirigida por Damien Dorsaz |
| TBD  | Sobre el Acantilado |                 | (En Producción) Película dirigida por Enrica Pérez.                                                                                               |

### Televisión
| Año  | Título            | Rol            | Notas                                                  |
| ---- | ----------------- | -------------- | ------------------------------------------------------ |
| 2014 | Camino al triunfo | Karina         | Miniserie sobre la vida del boxeador Jonathan Maicelo. |
| 2022 | Junta de vecinos  | Jimena Galindo | Serie para la cadena América Televisión.               |

### Cortometrajes
| Año  | Título   | Rol   | Notas                                                                 |
| ---- | -------- | ----- | --------------------------------------------------------------------- |
| 2013 | Ruta 168 | Viuda | Selección de la esquina de cortometrajes del Festival de Cannes 2013. |

### Radio
| Año  | Título                  | Rol                           | Notas                           |
| ---- | ----------------------- | ----------------------------- | ------------------------------- |
| 2017 | Las aventuras de Tintin | Raskar Kapac (Voz del orador) | Radionovela para Radio Francia. |

### Videos musicales
| Año  | Título                               | Rol          | Notas                                        |
| ---- | ------------------------------------ | ------------ | -------------------------------------------- |
| 2020 | «¡Ads!»                              | Directora    | Dirigió el video musical de la banda Putzy.  |
| 2020 | «Lero lero»                          | Subastadora  | Video musical oficial de Malucci.            |
| 2021 | «La Casa que la Noche Nos Construyó» | Protagonista | Video musical oficial de Blacktony Startano. |
| 2022 | «France$ka»                          | Protagonista | Video musical oficial de Temple Sour.        |
| 2024 | «Siempre es Ahora»                   | Protagonista | Video musical oficial de Nico Politano.      |

## Teatro

### Actuaciones en laComédie Française

#### Como actriz
- 2016: Los condenados de Luchino Visconti de Ivo van Hove.[29]
- 2016: Romeo y Julieta de William Shakespeare de Éric Ruf.[30]
- 2016: Lucrèce Borgia de Victor Hugo por Denis Podalydès.[31]
- 2016: El misántropo de Molière de Clément Hervieu-Léger.[32]
- 2017: Las reglas del juego de Jean Renoir de Christiane Jatahy.[33]
- 2017: El resistible ascenso de Arturo Ui de Bertolt Brecht de Katharina Thalbach.[34]
- 2017: L'hôtel du libre échange de Georges Feydeau por Isabelle Nanty.[35]
- 2017: Cyrano de Bergerac de Edmond Rostand por Denis Podalydès.[36]
- 2017: La doble inconstancia de Pierre de Marivaux de Anne Kessler.[37]
- 2017: Hippolyte de Robert Garnier de Didier Sandre.[38]

#### Como directora
- 2022: Nuestros cuerpos sin memoria de Sarah Delaby-Rochette y Amaranta Kun para el Festival Temporada Alta.[39]

### Otras actuaciones
- 2018: L'amour médecin de Molière por Gérald Dumont.[40]
- 2022-2023: El misántropo de Molière por Jean Pierre Gamarra.[41]
- 2022: Cendrillon de Joël Pommerat por Gilbert Rouvière.[42]
- 2023: Salomé de Oscar Wilde por Jean Pierre Gamarra.[14]
- 2023: Desbarranco de Claret Quea
- 2023: El avaro de Molière por Jean Pierre Gamarra
- 2024: Una vida por Laurent Gutmann
- 2024: Tartuffo de Molière por Jean Pierre Gamarra
- 2024: Hamlet de William Shakespeare por Jean Pierre Gamarra
- 2024: El Sistema Solar de Mariana De Althaus
- 2025: La Ternura de Alfredo Sanzol por Alfonso Santistevan
- 2025: La Ópera de los tres centavos por Jean Pierre Gamarra
- 2025: El Barbero de Sevilla por Jean Pierre Gamarra
- 2025: Cyrano de Bergerac por Jean Pierre Gamarra

## Premios y nominaciones
| Año  | Premios                   | Categoría                         | Trabajo       | Resultado | Ref.   |
| ---- | ------------------------- | --------------------------------- | ------------- | --------- | ------ |
| 2022 | Premios El Oficio Crítico | «Mejor actriz de comedia»         | El misántropo | Ganadora  | [ 43 ] |
| 2023 | Premios El Oficio Crítico | «Mejor actriz de comedia»         | Desbarranco   | Nominada  | [ 44 ] |
| 2024 | Premios Teatro en el Perú | «Mejor actriz de reparto»         | El Tartufo    | Nominada  | [ 45 ] |
| 2024 | Premios El Oficio Crítico | «Mejor actriz de comedia»         | El Tartufo    | Nominada  | [ 46 ] |
| 2025 | Premios Luces El Comercio | «Mejor actriz de artes escénicas» | Una Vida      | Nominada  | [ 47 ] |